# Serafina Emanuela Justa Fernández Ibero
Serafina Emanuela Justa Fernández Ibero, Manuela Fernandez Ibero (ur. 6 sierpnia 1872 w Pampelunie, zm. 22 sierpnia 1936) – hiszpańska błogosławiona Kościoła katolickiego.

## Życiorys
Urodziła się w bardzo religijnej rodzinie. Została zakonnicą i wstąpiła do Kapucynek od Świętej Rodziny. W 1891 roku złożyła śluby zakonne. Została zamordowana w czasie wojny domowej w Hiszpanii 22 sierpnia 1936 roku.
Beatyfikował ją w grupie Józef Aparicio Sanz i 232 towarzyszy Jan Paweł II 11 marca 2001 roku.